# Carlo Reali
Carlo Reali (* 6. Dezember 1930 in Padua) ist ein italienischer Schauspieler, Filmeditor und Synchronsprecher. Bekannt wurde er als Nebendarsteller in  Filmen des Duos Bud Spencer und Terence Hill. Reali lieh seine Stimme unter anderem Ian McDiarmid als Senator Palpatine in Star Wars I und Star Wars II sowie den Darstellern Steve Martin, Ken Jenkins, Dominic Chianese, Danny DeVito, Bob Hoskins, Geoffrey Rush und Michael Higgins.

## Filmografie (Auswahl)

### Als Schauspieler
- 1960: Es war Nacht in Rom (Era notte a Roma)
- 1964: Michelino Cucchiarella
- 1966: Il Conte di Montecristo
- 1969: Besieged
- 1971: Freibeuter der Meere (Il corsaro nero)
- 1971: I Racconti di Padre Brown – Le colpe del principe Saradine
- 1973: The Age of Cosimo de Medici (TV-Film)
- 1974: Wild Dogs
- 1975: UFO Robot Goldorak
- 1977: Il Mostro
- 1978: Plattfuß in Afrika (Piedone l’africano)
- 1978: Zwei sind nicht zu bremsen (Pari e dispari)
- 1978: Sie nannten ihn Mücke (Lo chiamavano Bulldozer)
- 1978: Ein Käfig voller Narren (La cage aux folles)
- 1979: Der Große mit seinem außerirdischen Kleinen (Uno Sceriffo extraterrestre… poco extra e molto terrestre)
- 1980: Buddy haut den Lukas (Chissà perché… capitano tutte a me)
- 1981: Eine Faust geht nach Westen (Occhio alla penna)
- 1982: Banana Joe
- 1985–1987: Allein gegen die Mafia (La Piovra)
- 1988: Skandal in Verona (Due fratelli)
- 1997: Zwei Engel mit vier Fäusten (Noi siamo angeli)
- 1998: Frivole Lola (Monella)
- 1999: Falcone – Im Fadenkreuz der Mafia (Excellent Cadavers)
- 2004: Kate – La bisbetica domata (Stimme)

### Als Filmeditor
- 1969: Ein Atemzug Liebe (La cattura)
- 1969: Flash Light
- 1971: Django – Der Tag der Abrechnung (Quel maledetto giorno della resa dei conti)
- 1971: Im Blutrausch des Satans (Reazione a catena)
- 1971: Kopfgeld für Chako (Bastardo… vamos a matar!)
- 1972: Baron Blood (Gli orrori del castello di Norimberga)
- 1972: Africa-Erotica
- 1972: Fünf Klumpen Gold (Tutti fratelli nel West… per parte di padre)
- 1973: Das Rattennest (Una donna per sette bastardi)